# Carlos Álvarez
Pour les articles homonymes, voir Carlos Álvarez (baryton) et Álvarez.
Carlos Alberto Álvarez (né le 3 mars 1952 à Buenos Aires en Argentine) est un footballeur argentin, qui évoluait au poste d'attaquant.

## Biographie
Avec le club de Boca Juniors, il joue trois matchs en Copa Libertadores.

## Palmarès
| Racing Club - Championnat d'Argentine : - Vice-champion : 1972 (Metropolitano). |  | Argentinos Juniors - Championnat d'Argentine : - Meilleur buteur : 1977 (Metropolitano) (27 buts). |  | Boca Juniors - Copa Libertadores (1) : - Vainqueur : 1978. - Coupe intercontinentale (1) : - Vainqueur : 1977. |